# Acanthoscelides pusillimus
Acanthoscelides pusillimus är en skalbaggsart som först beskrevs av Sharp 1885.  Acanthoscelides pusillimus ingår i släktet Acanthoscelides och familjen bladbaggar. Inga underarter finns listade i Catalogue of Life.